# Bulnesia retama
Bulnesia retama là một loài thực vật có hoa trong họ Zygophyllaceae. Loài này được (Gillies ex Hook. & Arn.) Griseb. miêu tả khoa học đầu tiên năm 1874.